# セルバンテス賞
ミゲル・デ・セルバンテス賞（スペイン語: Premio de Literatura en Lengua Castellana Miguel de Cervantes）は、スペイン語圏の文学賞。スペイン語で執筆する著作家の生涯の功績を称えるために1976年に創設された。
名称は『ドン・キホーテ』の著者であるミゲル・デ・セルバンテス（1547 - 1616）にちなんでいる。毎年、スペイン語アカデミー協会の推薦の元に、スペイン教育文化スポーツ省が、スペイン語文学に貢献してきた著作家の業績に対して贈る。賞金は125,000ユーロ。賞金額が高い文学賞のひとつであり、スペイン語圏でもっとも権威ある文学賞のひとつである。2005年には形式が類似した賞として、英語でフィクションを執筆したか自作が英語に翻訳された存命の著作家に対して2年ごとに贈られるマン・ブッカー国際賞が創設された。

## ノーベル文学賞の関係
| セルバンテス賞とノーベル文学賞の両賞受賞者 | セルバンテス賞とノーベル文学賞の両賞受賞者 | セルバンテス賞とノーベル文学賞の両賞受賞者 |
| 名前                                       | セルバンテス賞                             | ノーベル文学賞                             |
| ------------------------------------------ | ------------------------------------------ | ------------------------------------------ |
| オクタビオ・パス                           | 1981年                                     | 1990年                                     |
| カミーロ・ホセ・セラ                       | 1995年                                     | 1989年                                     |
| マリオ・バルガス＝リョサ                   | 1994年                                     | 2010年                                     |

1976年にセルバンテス賞が創設される前にノーベル文学賞を受賞したスペイン語圏の作家は、ホセ・エチェガライ（1904年ノーベル文学賞）、ハシント・ベナベンテ（1922年ノーベル文学賞）、ガブリエラ・ミストラル（1945年ノーベル文学賞）、フアン・ラモン・ヒメネス（1956年ノーベル文学賞）、ミゲル・アンヘル・アストゥリアス（1967年ノーベル文学賞）、パブロ・ネルーダ（1971年ノーベル文学賞）の6人である。
オクタビオ・パス（1981年セルバンテス賞、1990年ノーベル文学賞）とマリオ・バルガス＝リョサ（1994年セルバンテス賞、2010年ノーベル文学賞）のふたりは、セルバンテス賞を受賞した後にノーベル文学賞を受賞している。カミーロ・ホセ・セラ（1989年ノーベル文学賞、1995年セルバンテス賞）は、ノーベル文学賞を受賞した後にセルバンテス賞を受賞している。ビセンテ・アレイクサンドレ（1977年ノーベル文学賞）、ガブリエル・ガルシア＝マルケス（1982年ノーベル文学賞）はノーベル文学賞を受賞したが、セルバンテス賞を受賞することなく死去した。

## 受賞者
- 出典 - 公式サイト[2]

| 年   | 受賞者 | 受賞者                                   | 国籍         | ジャンル                   |
| ---- | ------ | ---------------------------------------- | ------------ | -------------------------- |
| 1976 |        | ホルヘ・ギジェン                         | スペイン     | 詩                         |
| 1977 |        | アレホ・カルペンティエル                 | キューバ     | 小説、随筆                 |
| 1978 |        | ダマソ・アロンソ                         | スペイン     | 詩                         |
| 1979 |        | ホルヘ・ルイス・ボルヘス                 | アルゼンチン | 短編、詩、随筆、翻訳       |
| 1979 |        | ヘラルド・ディエゴ                       | スペイン     | 詩                         |
| 1980 |        | フアン・カルロス・オネッティ             | ウルグアイ   | 小説                       |
| 1981 |        | オクタビオ・パス                         | メキシコ     | 詩、随筆                   |
| 1982 |        | ルイス・ロサーレス                       | スペイン     | 詩                         |
| 1983 |        | ラファエル・アルベルティ                 | スペイン     | 詩                         |
| 1984 |        | エルネスト・サバト                       | アルゼンチン | 小説、随筆                 |
| 1985 |        | ゴンサロ・トレンテ・バジェステル         | スペイン     | 小説                       |
| 1986 |        | アントニオ・ブエロ・バリェホ             | スペイン     | 戯曲                       |
| 1987 |        | カルロス・フエンテス                     | メキシコ     | 小説                       |
| 1988 |        | マリア・サンブラノ                       | スペイン     | 哲学、随筆                 |
| 1989 |        | アウグスト・ロア＝バストス               | パラグアイ   | 小説                       |
| 1990 |        | アドルフォ・ビオイ＝カサーレス           | アルゼンチン | 小説、短編                 |
| 1991 |        | フランシスコ・アヤラ                     | スペイン     | 小説、短編、随筆、翻訳     |
| 1992 |        | ドゥルセ・マリア・ロイナス               | キューバ     | 詩                         |
| 1993 |        | ミゲル・デリーベス                       | スペイン     | 小説                       |
| 1994 |        | マリオ・バルガス＝リョサ                 | ペルー       | 小説、随筆、短編、戯曲     |
| 1995 |        | カミーロ・ホセ・セラ                     | スペイン     | 小説                       |
| 1996 |        | ホセ・ガルシア・ニエト                   | スペイン     | 詩                         |
| 1997 |        | ギリェルモ・カブレラ＝インファンテ       | キューバ     | 小説                       |
| 1998 |        | ホセ・イエロ                             | スペイン     | 詩                         |
| 1999 |        | ホルヘ・エドワーズ                       | チリ         | 小説                       |
| 2000 |        | フランシスコ・ウンブラル                 | スペイン     | 小説、随筆                 |
| 2001 |        | アルバロ・ムティス                       | コロンビア   | 詩、小説                   |
| 2002 |        | ホセ・ヒメーネス・ロサーノ               | スペイン     | 小説                       |
| 2003 |        | ゴンサロ・ロハス                         | チリ         | 詩                         |
| 2004 |        | ラファエル・サンチェス・フェルロシオ     | スペイン     | 小説、随筆                 |
| 2005 |        | セルヒオ・ピトル                         | メキシコ     | 小説                       |
| 2006 |        | アントニオ・ガモネーダ                   | スペイン     | 詩                         |
| 2007 |        | フアン・ヘルマン                         | アルゼンチン | 詩                         |
| 2008 |        | フアン・マルセー                         | スペイン     | 小説                       |
| 2009 |        | ホセ・エミリオ・パチェーコ               | メキシコ     | 詩、小説、短編             |
| 2010 |        | アナ・マリア・マトゥーテ                 | スペイン     | 小説                       |
| 2011 |        | ニカノール・パラ                         | チリ         | 詩                         |
| 2012 |        | ホセ・マヌエル・カバジェロ・ボナルド     | スペイン     | 詩、小説                   |
| 2013 |        | エレナ・ポニアトウスカ                   | メキシコ     | 小説                       |
| 2014 |        | フアン・ゴイティソーロ                   | スペイン     | 小説                       |
| 2015 |        | フェルナンド・デル・パソ                 | メキシコ     | 詩、小説、随筆、戯曲、短篇 |
| 2016 |        | エドゥアルド・メンドサ                   | スペイン     | 小説、戯曲                 |
| 2017 |        | セルヒオ・ラミレス                       | ニカラグア   | 小説、短篇、随筆           |
| 2018 |        | イダ・ビターレ                           | ウルグアイ   | 詩、散文、随筆             |
| 2019 |        | ジョアン・マルガリット・イ・コンサルナウ | スペイン     | 詩                         |
| 2020 |        | フランシスコ・ブリネス                   | スペイン     | 詩                         |
| 2021 |        | クリスティーナ・ペリ・ロッシ             | ウルグアイ   | 詩                         |
| 2022 |        | ラファエル・カデナ                       | ベネズエラ   | 詩                         |
| 2023 |        | ルイス・マテオ・ディエス                 | スペイン     | 小説                       |
| 2024 |        | アルバロ・ポンボ                         | スペイン     | 詩                         |

## 国籍別受賞者数
2024年度終了時点
| スペイン     | 26 |
| メキシコ     | 6  |
| アルゼンチン | 4  |
| チリ         | 3  |
| キューバ     | 3  |
| ウルグアイ   | 2  |
| コロンビア   | 1  |
| パラグアイ   | 1  |
| ペルー       | 1  |
| ニカラグア   | 1  |
| ウルグアイ   | 1  |
| ベネズエラ   | 1  |
| 合計         | 49 |

## 非受賞者
セルバンテス賞を受賞せずに死去したスペイン語圏の著名作家を記載する。
- ホセ・ベルガミン（1895 - 1983）
- ホセ・マリア・ペマン（1897 - 1981）
- ビセンテ・アレイクサンドレ（1898 - 1984） - ノーベル文学賞受賞
- ラモン・J・センデール（1901 - 1982）
- パスクアル・ベネガス・フィラルド（1911 - 2003）
- アルトゥーロ・ウスラール・ピエトリ（1906 - 2001）
- ビクトリアーノ・クレメル（1906 - 2009）
- ペドロ・ライン・エントラルゴ（1908 - 2001）
- ホセ・レサマ・リマ（1910 - 1976）
- マヌエル・ムヒカ・ライネス（1910 - 1984）
- フリオ・カロ・バローハ（1914 - 1995）
- フリオ・コルタサル（1914 - 1984）
- フアン・ルルフォ（1917 - 1986）
- ホセ・ルイス・サンペドロ（1917 - 2013）
- フアン・ホセ・アレオラ（1918 - 2001）
- ラファエル・モラーレス（1919 - 2005）
- オルガ・オロスコ（1920 - 1999）
- アウグスト・モンテローソ（1921 - 2003）
- ホルヘ・センプルン（1923 - 2011）
- ホセ・ドノーソ（1924 - 1996）
- カルメン・マルティン・ガイテ（1925 - 2000）
- フアン・ベネト（1927 - 1993）
- トマス・セゴビア（1927 - 2011）
- ガブリエル・ガルシア＝マルケス（1927 - 2014） - ノーベル文学賞受賞
- ホセ・アグスティン・ゴイティソーロ（1928 - 1999）
- フリオ・ラモン・リベイロ（1929 - 1994）
- ハイメ・ヒル・デ・ビエドマ（1929 - 1990）
- フアン・ガルシア・ポンセ（1932 - 2003）
- サルバドール・エリソンド（1932 - 2006）
- トマス・エロイ・マルティネス（1934 - 2010）
- フェリクス・グランデ（1937 - 2014）
- カルロス・モンシバイス（1938 - 2010）
- マヌエル・バスケス・モンタルバン（1939 - 2003）
- ロベルト・ボラーニョ（1953 - 2003）
- エドゥアルド・ガレアーノ（1940 - 2015）

## 有力候補者
セルバンテス賞を受賞していない存命のスペイン語圏の著名作家を記載する。
- カルロス・ボウソーニョ（1923 - ）
- エウヘニオ・ガルシア・デ・ノラ（1923 - ）
- フランシスコ・ニエバ（1924 - ）
- エルネスト・カルデナル（1925 - ）
- アルフォンソ・サストレ（1926 - ）
- エミリオ・ジェド（1927 - ）
- マルゴ・グランツ（1930 - ）
- ラファエル・カデナス（1930 - ）
- フェルナンド・アラバル（1932 - ）
- フェルナンド・バジェホ（1942 - ）
- アルフレード・ブライス（1939 - ）
- ハビエル・マリアス（1951 - ）
- リカルド・ピグリア（1941 - ）

出典 - The Guardian